# Rugby Club Częstochowa

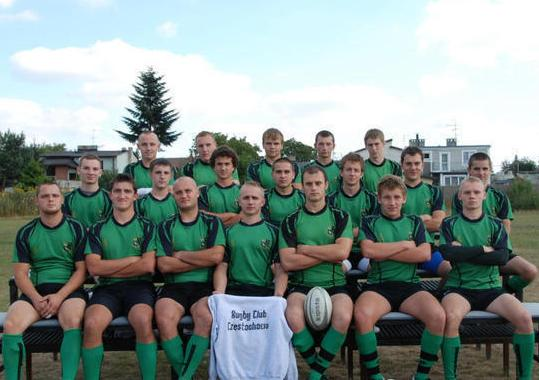
Drużyna R.C. Częstochowa (turniej PLR7 w Zgierzu 26.09.2009)

Rugby Club Częstochowa – drużyna rugby założona 23 lipca 2005. W lutym 2008 klub został dopisany do ewidencji klubów sportowych działających w formie stowarzyszenia, których statuty nie przewidują prowadzenia działalności gospodarczej, na terenie miasta Częstochowy. Uczestniczy w rozgrywkach II ligi (odmiana 15-osobowa), a także Polskiej Ligi Rugby 7 (odmiana rugby 7-osobowego). Pierwotnie klub nosił nazwę Combriccola Nord Rugby Team Częstochowa, która później została zamieniona na Rugby Club Częstochowa.

## Pozostałe informacje

### Ważne wydarzenia
- Debiut w Polskiej Lidze Rugby 7 na turnieju w Sochaczewie (09.06.2007)
- 7. miejsce w turnieju finałowym Polskiej Ligi Rugby 7 rozgrywanym w Unisławiu (12.07.2008) w sezonie 2007/08
- Pierwsze w historii miejsce na podium (trzecie) na turnieju w Sosnowcu (06.09.2008) rozgrywanego w ramach Polskiej Ligi Rugby 7
- Debiut w Lidze Regionalnej przeciwko Juvenii II Kraków (18.10.2008)
- Pierwszy mecz międzynarodowy przeciwko R.C. Havířov (28.03.2009)
- 7. miejsce w I Oficjalnych Mistrzostwach Polski w Rugby Plażowym (15.08.2009) rozgrywanych w Gdańsku
- Utworzenie sekcji kobiecej (wrzesień 2009)
- Pierwsze zwycięstwo w Lidze Regionalnej przeciwko Juvenii II Kraków (11.10.2009)
- Utworzenie sekcji żaków (kwiecień 2010)
- 3. miejsce w Turnieju PLR 7 w Zgierzu (25.04.2010)
- Zdobycie vice-mistrzostwa II ligi (12.06.2011)

### Zawodnicy
Iain Alexander,
Karol Balsam,
Błażej Banaszczyk,
Paweł Bernat,
Marek Biernat,
Patryk Bombik,
Michał Bonarski,
Mateusz Boral,
Daniel Cechowicz,
Bartosz Darowicki,
Dawid Dróżdż,
Łukasz Fikus,
Marcin Gęsiarz,
Maciej Gnych,
Jakub Jakubczak,
Tomasz Kaczmarzyk
Piotr Kembłowski,
Kamil Knurzyński,
Dawid Konefał,
Daniel Królak,
Michał Krzypkowski,
Jacek Lasota,
Damian Majchrzak,
Michał Markowski,
Krzysztof Masalski,
Jakub Mitek,
Mateusz Nowak,
Tomasz Ociepa,
Radosław Rokosz,
Kamil Skowron,
Patryk Sobalkowski,
Piotr Sosnowski,
Jakub Sterna,
Marcin Szczerba,
Grzegorz Szkopiak,
Łukasz Sznober,
Tomasz Szymczyk,
Patryk Weżgowiec,
Grzegorz Włoch,
Maciej Zaremba.

### Zawodniczki
Sylwia Gołda,
Olga Krzypkowska,
Agata Lasota,
Kamila Rospondek,
Katarzyna Sterna,
Ewa Szyler,
Magda Wanarska.